# Origin (film)
Pour les articles homonymes, voir Origin.
Pour plus de détails, voir Fiche technique et Distribution.
Origin est un film américain réalisé par Ava DuVernay, sorti en 2023. C'est l'adaptation du livre Caste: The Origins of Our Discontents d'Isabel Wilkerson paru en 2020.

## Synopsis
Origin suit le parcours extraordinaire d'Isabel Wilkerson, journaliste primée du Pulitzer Prize, incarnée par Aunjanue Ellis-Taylor. Alors qu'elle tente de comprendre un phénomène mondial de grande ampleur, Isabel se trouve confrontée à une tragédie personnelle inimaginable.
Au fil de ses recherches, qui l'emmènent à travers continents et cultures, Isabel se lance dans l'écriture d'un livre qui deviendra un pilier de la littérature américaine contemporaine. Inspiré du best-seller du New York Times "Caste", Origin explore les mystères de l'histoire, les merveilles de l'amour et la lutte pour l'avenir de l'humanité.

## Fiche technique
Sauf indication contraire, les informations mentionnées dans cette section peuvent être confirmées par la base de données cinématographiques IMDb,  présente dans la section « Liens externes ».
- Titre original : Origin
- Réalisation et scénario : Ava DuVernay
- Photographie : Matthew J. Lloyd
- Musique : Kris Bowers
- Pays de production :  États-Unis
- Format : Couleurs - Dolby Digital
- Genre : drame, historique
- Durée : 135 minutes
- Date de sortie :
  - Italie : 6 septembre 2023 (Mostra de Venise 2023)

## Distribution
- Aunjanue Ellis (VQ : Marie-Evelyne Lessard) : Isabel Wilkerson
- Jon Bernthal (VQ : Frédérik Zacharek) : Brett Hamilton
- Vera Farmiga (VQ : Anne Dorval) : Kate
- Niecy Nash (VQ : Florence Blain Mbaye) : Marion Wilkerson
- Audra McDonald (VQ : Julie Beauchemin) : Madame Hale
- Nick Offerman : Dave (le plombier
- Connie Nielsen (VQ : Valérie Gagné) : Sabine
- Blair Underwood (VQ : Didier Lucien) : Amari Selvan
- Jasmine Cephas Jones : Elizabeth Davis
- Isha Blaaker : Allison Davis
- Victoria Pedretti : Irma Eckler
- Emily Yancy (en) (VQ : Claudine Chatel) : Ruby Wilkerson

 Source : version québécoise (VQ) sur Doublage.qc.ca

## Distinction

### Sélection
- Mostra de Venise 2023 : en compétition officielle[2]